# (6755) Solovʹyanenko
(6755) Solovʹyanenko es un asteroide perteneciente al cinturón de asteroides, descubierto el 16 de diciembre de 1976 por la astrónoma soviética Liudmila Chernyj desde el Observatorio Astrofísico de Crimea.

## Designación y nombre
Designado provisionalmente como 1976 YE1. Fue nombrado Solovʹyanenko en honor al tenor ucraniano Anatoli Borísovich Soloviánenko.